# Vilma Bardauskiene
Vilma Bardauskiene (Unión Soviética, 15 de junio de 1953) es una atleta soviética retirada especializada en la prueba de salto de longitud, en la que ha conseguido ser campeona europea en 1978 y plusmarquista mundial durante casi cuatro años, desde el 18 de agosto de 1978 al 1 de agosto de 1982
.

## Carrera deportiva
En el Campeonato Europeo de Atletismo de 1978 ganó la medalla de oro en el salto de longitud, con un salto de 6.88 metros, superando a la alemana Angela Voigt (plata con 6.79 metros) y la checoslovaca Jarmila Nygrýnová (bronce con 6.69 metros).